# Saint-Émilion Grand Cru
Saint-Émilion Grand Cru es una denominación de origen de la región vinícola de Burdeos. Para tener derecho a las denominaciones controladas «Saint-Emilion» o «Saint-Emilion grand cru», los vinos tintos deben ser vendimiados en el territorio de las comunas siguientes: Saint Emilion, Saint-Christophe-des-Bardes, Saint-Laurent-des-Combes, Saint-Hippolyte, Saint-Étienne-de-Lisse, Saint-Pey-d'Armens, Vignonet y Saint-Sulpice-de-Faleyrens.
Las variedades autorizadas son: cabernet franc, cabernet sauvignon, carménère, cot o malbec y merlot. Los vinos «Saint-Émilion grand cru» deben provenir de uvas recolectadas en su punto óptimo de madurez; deben desecharse las vendimias con más de un 20% de las bayas dañadas o enfermas. Los vinos deben presentar un volumen alcoholimétrico natural mínimo de 11%. No puede considerarse como de madurez óptima todo lote unitario de cosecha que presente una riqueza en azúcar inferior a 171 gramos por litro de mosto.
El límite de rendimiento por hectárea de viñedo será de 40 hectolitros. La producción media anual de esta denominación es de 72.000 hectolitros, y la superficie declarada la de 5.400 hectáreas. 